# مورچه ارتشی

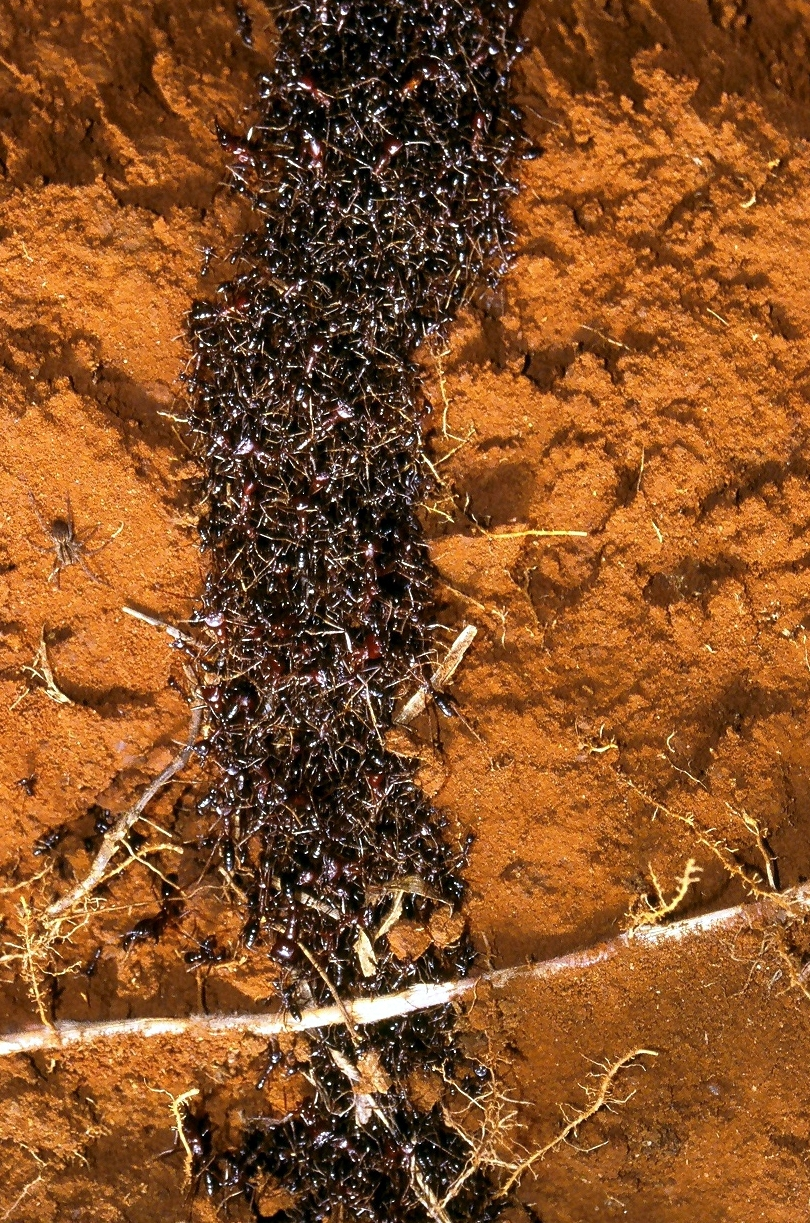
یورش دوریلوس‌های آفریقایی

نام مورچه ارتشی (یا مورچه لژیونری یا مارابونتا) به بیش از ۲۰۰ گونه مورچه در دودمان‌های مختلف گفته می‌شود. تعداد زیادی از مورچه‌ها به دلیل گروه‌های تهاجمی غذایاب شکارچی خود که به عنوان «یورش» (raids) شناخته می‌شوند، به‌طور همزمان در یک منطقه محدود به جستجوی غذا می‌پردازند.